# Pusterwald
Pusterwald é um município da Áustria, situado no distrito de Murtal, no estado da Estíria. Tem 105,29 km² de área e sua população em 2019 foi estimada em 450 habitantes.